# Hydnum elatum
Hydnum elatum är en svampart som beskrevs av Massee 1914. Hydnum elatum ingår i släktet mat-taggsvampar och familjen Hydnaceae.   Inga underarter finns listade i Catalogue of Life.